# Sloanea rufa
Sloanea rufa är en tvåhjärtbladig växtart som beskrevs av Jules Émile Planchon och George Bentham. Sloanea rufa ingår i släktet Sloanea och familjen Elaeocarpaceae. Inga underarter finns listade i Catalogue of Life.